# Kyretáž
Kyretáž (z francouzského curetage, od curer, vyškrabovat, čistit) neboli výškrab je krátký operační zákrok v oboru gynekologie, jehož podstatou je částečné odstranění děložní sliznice s pomocí kyrety a při kterém dojde k vyčištění dutiny děložní. Mimo jiné se jedná o dnes již jen řídce používaný způsob provedení interrupce. Zároveň může být kyretáží získaná tkáň zkoumána při dalším určování zdravotního problému.
Před zákrokem bývá nejprve roztaženo děložní hrdlo. Samotný zákrok se v České republice nejčastěji provádí v celkové anestezii, v mnoha zemích dostává pacientka na výběr z více druhů anestezie (epidurální, lokální).

## Využití
Výkon se užívá terapeuticky k zástavě silného menstruačního krvácení, ale také diagnosticky při nejasném nálezu (podezření na polyp, myom, nebo nádor) v dutině děložní, nebo při odstranění nežádoucích zbytků po porodu/potratu v dutině děložní.
Výkon může být součástí hysteroskopie. Získaný materiál se odesílá k histologickému vyšetření.
Bezpečnější alternativou kyretáže je hysteroskopie. Při hysteroskopickém výkonu jsou totiž veškeré úkony prováděny pod kontrolou zraku.
Dříve byla kyretáž známa především jako metoda chirurgické interrupce. Dnes je již Světovou zdravotnickou organizací (WHO) doporučována spíše vakuumaspirace nebo nechirurgické metody interrupce. 

## Komplikace
Tento výkon má díky pokrokům v medicíně minimum komplikací. Mezi komplikace kyretáže řadíme ty, které souvisejí s výkonem samotným – proniknutí kyrety dutinou děložní, silné krvácení, operace může být znesnadněna nitroděložními srůsty (Ashermanův syndrom, není-li taková komplikace řešena, může to v budoucnu zvyšovat pravděpodobnost například mimoděložního těhotenství.). Jedním z rizik je také možné proděravění dělohy, které může být nutné řešit pomocí laparoskopického zákroku. Další komplikace mohou být komplikace spojené s celkovou anestezií, které mohou být i při takto krátkém výkonu závažné.